# Houma (Luizjana)
Houma – miasto (city), ośrodek administracyjny parafii Terrebonne, w południowo-wschodniej części stanu Luizjana, w Stanach Zjednoczonych, położone nad rzeką Bayou Terrebonne oraz kanałem Intracoastal Waterway. W 2013 roku miasto liczyło 34 040 mieszkańców. 
Obszar ten zamieszkany był początkowo przez indiańskie plemię Houma, od których pochodzi nazwa miasta. Około 1760 roku w okolice te przybyli pierwsi akadyjscy osadnicy z Nowej Szkocji. Osada założona została w 1810 roku i rozwinęła się jako port rybacki oraz ośrodek handlu futrami.
Obecnie gospodarka miasta opiera się na rybołówstwie oraz przemyśle drzewnym, paliwowym (przetwórstwo ropy naftowej i gazu ziemnego), wydobywczym (produkcja siarki) i spożywczym (produkcja cukru).

## Współpraca
- Cambrai, Francja
- Datca(inne języki), Turcja
- Bathurst, Kanada